# Musisches Gymnasium (Frankfurt am Main)
Das Musische Gymnasium Frankfurt war eine zur Hochschulreife führende Bildungseinrichtung im Rahmen des nationalsozialistischen Erziehungssystems. Es wurde 1939 als erstes Musisches Gymnasium des damaligen Großdeutschen Reiches auf Wunsch Adolf Hitlers gegründet und nach dem Ende des Zweiten Weltkrieges 1945 geschlossen. Die Schule stand unter der unmittelbaren Dienst- und Fachaufsicht des Reichserziehungsministeriums, Schulträger war die Stadt Frankfurt am Main. Bekannt wurde es unter seinem Leiter Kurt Thomas. In seiner inneren Verfassung behielt das Musische Gymnasium eine Sonderstellung innerhalb der nationalsozialistischen Eliteschulen, beispielsweise durch die Aufführung ansonsten unterdrückter kirchenmusikalischer Werke oder die Aufnahme konfessionellen Religionsunterrichts in den Stundenplan.

## Pläne und Ziele
Schon 1921 hatte Leo Kestenberg, ein Pianist, Musikpädagoge und Kulturpolitiker jüdischer Abstammung, den Plan eines Musikgymnasiums entwickelt. Es sollte sechsstufig sein, also nur das 8. bis 13. Schuljahr umfassen, und für eine erste Übergangszeit als Zweig einer normalen Oberschule eingerichtet werden. An die Schaffung eines eigenen Schultyps mit Internat dachte Kestenberg dabei nicht. Allerdings war die Durchführung seiner Pläne seinerzeit noch nicht möglich, denn Kestenberg ist erst ab 1929 in leitender Funktion, als Ministerialrat, im Preußischen Ministerium für Wissenschaft, Kunst und Volksbildung tätig gewesen. Er setzte zwar eine erste grundlegende Reform des deutschen Schulmusikwesens durch, aber wenig später, im Januar 1933, kamen die Nationalsozialisten an die Macht und setzten seiner Arbeit ein abruptes Ende. Kestenberg verließ Deutschland und ging in die Emigration.
Eine andere Idee entwickelte nach der Nationalsozialistischen Machtergreifung der SS-Sturmbannführer Martin Miederer, der 1937 als Oberregierungsrat und Leiter der Musikabteilung in das Reichserziehungsministerium (REM) berufen wurde. Miederer gelang es, Hitler für seine Idee der Einrichtung eines Musischen Gymnasiums zu gewinnen. Nach Miederers Vorstellungen sollte das Musische Gymnasium der Musik Vorrang vor anderen künstlerischen Fächern einräumen, weil die Musik ein umfangreiches und vor allem frühzeitig beginnendes Training erfordert. Grundlage des musischen Unterrichts sollte das gemeinschaftliche Musizieren in Chor und Orchester sein, begleitet von intensiver Einzelausbildung. Dies entsprach der NS-Maxime einer umfassenden Erziehung von Körper, Seele und Geist. Vorgesehen war dabei die Ausbildung musikalisch Hochbegabter. Vielleicht war auch daran gedacht, dem Übergewicht der Partei-Sonderschulen zu begegnen, denn während die Nationalpolitischen Erziehungsanstalten die körperliche, die Adolf-Hitler-Schulen die politische und die normalen Oberschulen die wissenschaftliche Ausbildung betonten, sollte mit dem Musischen Gymnasium ein Schultyp geschaffen werden, der die musische Erziehung in den Vordergrund stellte. Um auch Jungbegabte finden und gewinnen zu können, sollten bereits Jungen der Volksschulklassen 3 und 4, also schon mit acht Jahren, in das Musische Gymnasium aufgenommen werden können. Wer die in ihn gesetzten Erwartungen nicht erfüllte, konnte und musste diese musische Ausbildungsstätte wieder verlassen.
Ziel dieser Ausbildung war die zu jedem Studium berechtigende Reifeprüfung. Alle Schüler wurden in einem Internat zusammengefasst. Die Gliederung und Kapazität dieser Internatsschule betrug zehn Klassen mit insgesamt 300 Schülern. Mädchen waren nicht zugelassen, auch keine Tagesschüler. Für die Gestaltung und Durchführung des Unterrichts stand dem Schulleiter, der ein profilierter Fachmusiker sein sollte, ein Oberstudiendirektor als „Unterrichtsleiter“ zur Seite.

## Musisches Gymnasium in Frankfurt
Die Gründung des ersten Musischen Gymnasiums erfolgte 1939. Die Stadt Frankfurt am Main übernahm die Trägerschaft. Das Musische Gymnasium Frankfurt nahm seinen Schulbetrieb am 1. September 1939 auf. Standort der Schule war das Haus Buchenrode im Stadtteil Niederrad, die frühere Villa des Frankfurter Industriellen und Ehrenbürgers Arthur von Weinberg. Im November 1938 war er gezwungen worden, die Liegenschaft für einen Bruchteil ihres Wertes an die Stadt zu verkaufen und zudem den Verkaufserlös zur teilweisen Abdeckung der aufgrund der Verordnung über eine Sühneleistung der Juden vom 12. November 1938 obliegenden Vermögensabgaben an die städtische Finanzkasse abzutreten. Nach Zeugenberichten verschafften sich der damalige Oberbürgermeister Friedrich Krebs und andere nationalsozialistische Funktionäre gewaltsam Einlass und schickten den fast achtzigjährigen Eigentümer mit dem Satz „Der Jud muss raus“ in den Park, um den Zwangsverkauf seines Hauses vorzubereiten. Weinberg wurde am 2. Juni 1942 in das KZ Theresienstadt deportiert, wo er am 20. März 1943 starb.
Die Fachaufsicht lag beim Reichserziehungsministerium in Berlin. Die Gesamtleitung der Schule wurde dem erfahrenen Musikpädagogen, Chorleiter und Komponisten Kurt Thomas übertragen, der allerdings weder bei der Konzeption noch bei der Vorbereitung des Schulbetriebs eingeschaltet worden war. Thomas hatte also eine fertig strukturierte Einrichtung zu übernehmen.
Das Musische Gymnasium nahm am 6. November 1939 den Betrieb mit 115 Schülern auf, die aus allen Teilen des damaligen Deutschen Reiches stammten und alle im Internat lebten. Mädchen und Tagesschüler waren nicht zugelassen. Da die Räumlichkeiten des Hauses Buchenrode zu klein waren, übernahm das Gymnasium Ende 1939 weitere benachbarte Liegenschaften, darunter das arisierte Wohnhaus Niederräder Landstraße 26.
Das Haus Buchenrode wurde bei einem schweren Luftangriff am 20. Dezember 1943 von Fliegerbomben schwer beschädigt. Ein weiterer Luftangriff am 29. Januar 1944 zerstörte das Haus und die Nachbargebäude so weitgehend, dass der Schulbetrieb eingestellt werden musste. Die Schüler der unteren Gymnasialklassen wurden daraufhin nach Hause zu ihren Familien geschickt, während die Klassen 3 bis 7 vom 11. April 1944 bis zum 26. Mai 1944 im Wehrertüchtigungslager Reichelsheim im Odenwald Unterricht erhielten.
Ab Mai 1944 wurde die Schule bis Kriegsende im Kloster Untermarchtal der Barmherzigen Schwestern vom Heiligen Vinzenz von Paul ausgelagert. Am 25. Mai 1945 wurde die Schule endgültig geschlossen.

## Bekannte Schüler
- Hans Clarin (1929–2005), Schauspieler, Hörspiel- und Synchronsprecher
- Hans Erik Deckert (1927–2022), Cellist
- Hans Drewanz (1929–2021), Dirigent und Hochschullehrer
- Paul Walter Fürst (1926–2013), österreichischer Musiker und Komponist
- Clytus Gottwald (1925–2023), Komponist, Chorleiter und Musikwissenschaftler
- Heinz Hennig (1927–2002), Gründer des Knabenchors Hannover und Hochschullehrer
- Alfred Koerppen (1926–2022), Komponist
- Helmut Kretschmar (* 1928), Konzert-, Oratoriensänger (Tenor) und emeritierter Gesangsprofessor
- Paul Kuhn (1928–2013), deutsch-schweizerischer Pianist, Bandleader, Sänger und Komponist
- Günter Ludwig (1930–2022), Pianist
- Otto-Werner Mueller (1926–2016), deutsch-kanadisch-US-amerikanischer Dirigent und Hochschullehrer
- Otto Nitze (1924–1988), Musiker und Komponist
- Wolfgang Pasquay (1931–2006), Pianist, Komponist und Musikpädagoge
- Ferry Radax (1932–2021), österreichischer Filmemacher
- Hans-Joachim Rotzsch (1929–2013), Sänger (Tenor), Chorleiter und Hochschullehrer
- Johannes Schäfer (1928–1996), Organist
- Wolfgang Schoor (1926–2007), Komponist
- Horst Stein (1928–2008), Konzert- und Operndirigent
- Klaus Storck (1928–2011), Cellist
- Siegfried Strohbach (1929–2019), Komponist und Dirigent
- Wolfgang Trommer (1927–2018), Dirigent und Hochschullehrer
- Rüdiger Volhard (1931–2023), Rechtsanwalt, Notar und Mäzen
- Friedwardt Winterberg (* 1929), US-amerikanischer theoretischer Physiker

## Weitere Musische Gymnasien
Im Jahr 1941 wurde ein zweites Musisches Gymnasium in Leipzig eröffnet. Dieses bestand neben der Thomasschule und wurde von dem Thomaskantor Günther Ramin geleitet. Ab 1942 gab es noch ein weiteres Musisches Gymnasium, zwar außerhalb der deutschen Staatsgrenzen, aber nach deutschem Vorbild, am Ungarischen Nationalkonservatorium in Budapest. Insgesamt waren in Deutschland sechs Musische Gymnasien geplant. Die Kriegsereignisse und schließlich, 1945, der totale Zusammenbruch des Deutschen Reiches machten diese Planungen zunichte.